# Tesis del mar de resguardo patrimonial de Argentina

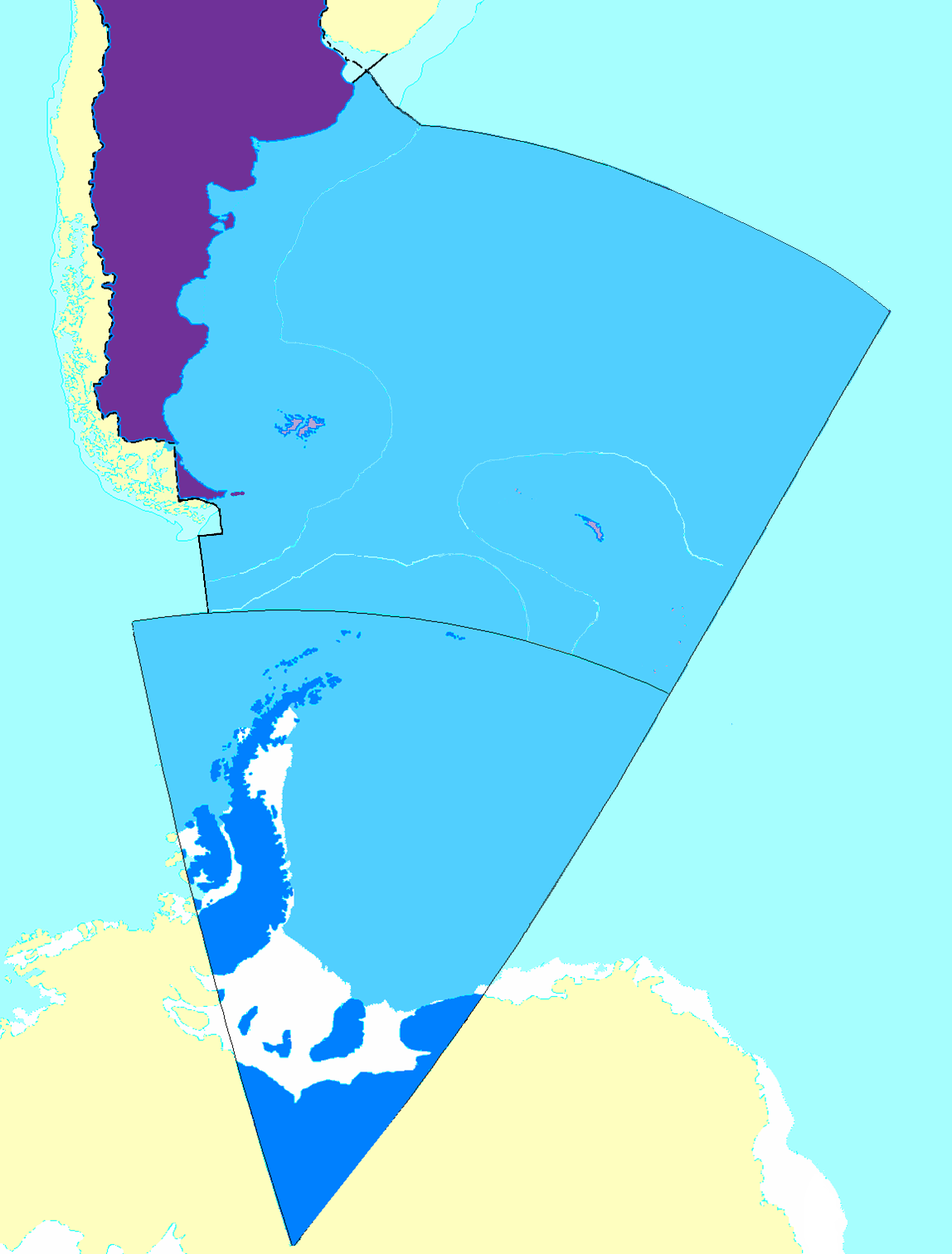
El «Mar de Resguardo Patrimonial Argentino», según el proyecto de ley del senador argentino Mariano Utrera.
Se incluyen dentro de sus límites tanto diversas áreas exclusivas como áreas en litigio, reivindicadas y alta mar.

La tesis del mar de resguardo patrimonial de la Argentina o tesis del mar presencial argentino es la teoría que propicia que, tras una apreciación oceanopolítica, la República Argentina demarque sobre el espacio marítimo de su zona de influencia en la alta mar adyacente a su Zona Económica Exclusiva la zona en donde sus intereses estuvieran o pudieran estar involucrados directamente. En él se incluirían amplias superficies marítimas en litigio con el Reino Unido, así como las superficies marítimas que se proyectan desde los territorios comprendidos en el denominado Sector Antártico Argentino, zona reivindicada por dicho país, también sujeta a otras reclamaciones de soberanía, todas bajo los alcances del Tratado Antártico en 1959. Para comienzos del 2014, ese país aún no contaba con un área de mar presencial demarcada oficialmente.

## Los mares presenciales en general
El «mar de resguardo patrimonial» o «mar presencial» es el espacio marítimo que un determinado país ribereño demarca, sin pretensiones de soberanía, haciendo una delimitación que incluye la ocupación efectiva de la alta mar contigua a su respectivo territorio oceánico; el estado costero pone así de manifiesto el interés por preservar dicha área de usos abusivos o de determinadas actividades que, por su cercanía, puedan afectar a los recursos marinos que habitan en sus aguas, en especial, cautelando los altamente migratorios recursos pesqueros transzonales de la depredación, y la contaminación del hábitat marino.
Se trata de una declaración de intereses de dicho estado, sin desconocer la situación jurídica de «mar internacional» de los espacios marítimos señalados, de acuerdo a la Convención del Mar, en el marco de libertades de la alta mar.
Conlleva el objetivo de una explotación racional de los recursos, evitando su depredación y la posterior ruptura del delicado equilibrio biológico marino. 
Parte de la idea de que existe una soberanía de subsistencia para cada país ribereño, y si se intercepta y depreda el recurso marino en alta mar, antes de que penetre en las ZEE y mares territoriales de los estados ribereños, estos se ven privados de recursos marinos que de otra manera se capturarían en sus aguas jurisdiccionales.
Según ella, un estado puede impedir recalar en sus puertos a los buques que estén depredando su mar presencial.

## El «Mar de Resguardo Patrimonial Argentino»
El primer antecedente de una demarcación de este tipo para la Argentina es la del Profesor Alfredo Rizzo Romano. 
Un intento oficial de delimitación de los espacios marítimos presenciales argentinos fue el proyecto de ley del senador Mariano Utrera, denominado: «Fijación de los límites del Mar de Resguardo Patrimonial Argentino». Fue presentado al Senado y la Cámara de Diputados el 27 de noviembre de 1987.
Su artículo 1 lo definía así: 
Denomínase Mar de Resguardo Patrimonial Argentino a la extensión oceánica comprendida dentro de los siguientes límites:
1. A partir del punto F del deslinde marítimo establecido con la República de Chile, por el denominado Tratado de Paz y Amistad ratificado por ley 23172, situado sobre el meridiano del cabo de Hornos 67° 16' O Gr., se prolongará por el mismo meridiano en dirección al Sur, hasta tocar el paralelo 60° S.
2. Desde este punto seguirá por dicho paralelo de 60° S hasta su intersección con el meridiano 74° O Gr., que sirve de delimitación a nuestro territorio antártico y continúa en dirección sur hasta el polo Sur geográfico, en latitud 90° S.
3. Desde esta latitud el meridiano 25° O Gr. que asciende hasta el paralelo 60° S, se prolonga hacia el Norte hasta su intersección con el paralelo 37° 53' S, correspondiente al punto más austral del límite lateral marítimo fijado por el artículo 70 del Tratado con la República Oriental del Uruguay de fecha 19 de noviembre de 1973, ratificado por ley 20.645.
4. Este último paralelo desde el referido punto marítimo, y el lateral marítimo con la República Oriental del Uruguay del artículo 70 del tratado del 19 de noviembre de 1973, hasta el punto medio de la línea de base recta que une la punta Rasa del cabo San Antonio con Punta del Este.[3]

El 30 de abril de 1989, el mismo caducó sin lograr que fuera tratado.